# Філліс і Арістотель

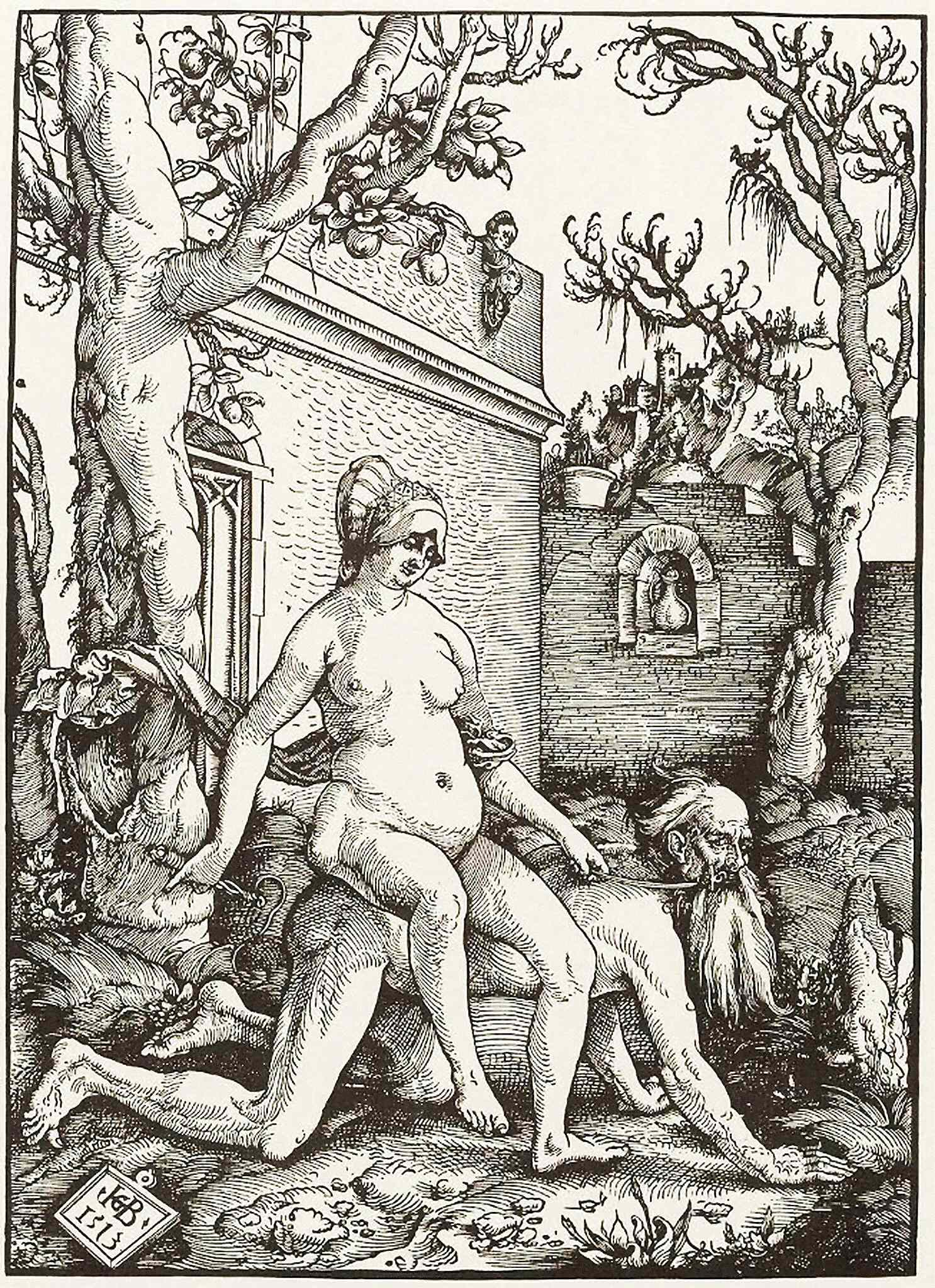
Ксилографія «Філліс верхи на Арістотелі», Ганс Бальдунг, 1515 р.

Повість про Філліс та Арістотеля — середньовічна повчальна історія про перемогу спокусливої жінки Філліс над найбільшим чоловічим інтелектом, давньогрецьким філософом Арістотелем. Ця історія належить до середньовічного циклу «Сила жінок». Серед ранніх версій — французька «Lai d'Aristote» 1220 року.
Історію доміни та відомого інтелектуала розповсюджували художники, починаючи з ХІІ століття, у різних формах: від кам'яної скульптури в церквах до панелей із дерева чи слонової кістки, текстилю, такого як килими та гобелени, гравюри, картини олійною фарбою, латунні глечики (акваманіл) і вітражі. Серед художників, яких приваблювала ця тема, були Ганс Бальдунг, Альбрехт Дюрер, Лукас Кранах Старший та Алессандро Туркі.

## Історія
Варіанти розповіді відрізняються, але її суть така: Арістотель радить своєму учневі Александру уникати Філліс, спокусливої коханки його батька, аря, але сам захоплений нею. Вона погоджується покататися на ньому та зіграти роль домінанти. Філліс таємно розповіла Александру, чого очікувати, і він став свідком того, як Філліс доводить, що чари жінки можуть перемогти чоловічий інтелект навіть найвидатнішого філософа. Філліс також описана як коханка або, можливо, дружина Александра, а не його батька.

### Витоки
За даними Лувру, повністю вигадана історія походить від німецького твору Жака де Вітрі ХІІІ століття. Французький твір «Le Lai d'Aristote» («Слово Арістотеля») відоме з рукописів, датованих ще 1220 роком, які вчені приписують Анрі д'Анделі або Анрі де Валансьєну.
У 1386 році англійський поет Джон Ґавер включив стислий виклад цієї історії у свою «Confessio Amantis» (англійською мовою, на відміну від інших його основних творів), збірку історій про аморальне кохання, викладених у віршах. Воно з'являється в поемі про Аполлонія Тірського (книга 8, 271—2018), де Гауер жартує, що логіка та силогізми філософа її не рятують:
Я також згадую там Арістотеля,
Котрого грецька цариця так
Осідлала, що в той час
Зробила з нього таку силогію ,
Що він забув про свою логіку;
Не мистецтво було в його практиці,
І, незважаючи на те, що вона була виключена.
що він не міг до кінця
Любити і віддавати свою покірність.
Також у XIV столітті домініканець Джон Герольд написав латинську версію історії.
У XV столітті він був представлений у німецькій комедії «Ain Spil van Maister Aristotiles» («П'єса про майстра Арістотеля»).

### Аналіз
| Елемент історії              | «Lai d'Aristote» — французька | «Aristoteles und Phyllis» — німецька                                                                             |
| ---------------------------- | --- | --- |
| Александр                    | — цар-переможець, завойовник Індії | — молодий чоловік у дворі свого батька                                                                           |
| Молода жінка                 | називається просто «індійка» | є Філліс, знатного походження, в оточенні цариці                                                                 |
| Ситуація: Александр          | отримує лекцію від Арістотеля за нехтування своїм обов'язком глави держави та армії                                                                           | ігнорує наказ царя не бачитися з коханкою на прохання Арістотеля, щоб не заважати йому зосереджуватися на уроках |
| Молода жінка                 | вирішує помститися філософу | вирішує помститися філософу                                                                                      |
| Договір: Арістотель          | обіцяє, що він буде говорити з Александром від її імені в обмін на її послуги                                                                                 | пропонує їй винагороду за ніч із ним                                                                             |
| Сцена спокушання             | відбувається в саду | відбувається в саду                                                                                              |
| Вона їде на спині Арістотеля | — зауважив сміючись Александр | спостерігають цариця та її свита, і Філліс різко ображає Арістотеля                                              |
| Зрештою Арістотель           | виправдовується перед Александром, кажучи Amour vainc tot, et tot vaincra tant com li monde durera (Любов перемагає все, і все переможе Поки існуватиме світ) | тікає в далеку країну, де розмірковує про лихо жіночих підступів.                                                |

## Ілюстрації

### Середньовічні
Повчальна історія про домінанту, яка пошила в дурні відомого філософа, стала популярною в усій середньовічній Європі. Середньовічні скульптори в Мааслані створювали акваманіли — глечики у вигляді сцен з людськими або іншими фігурами, що зображували Філліс і Арістотеля. Історія була зображена в різноманітних матеріалах, включаючи камінь, слонову кістку, латунь, килим, гобелени та гравюри.

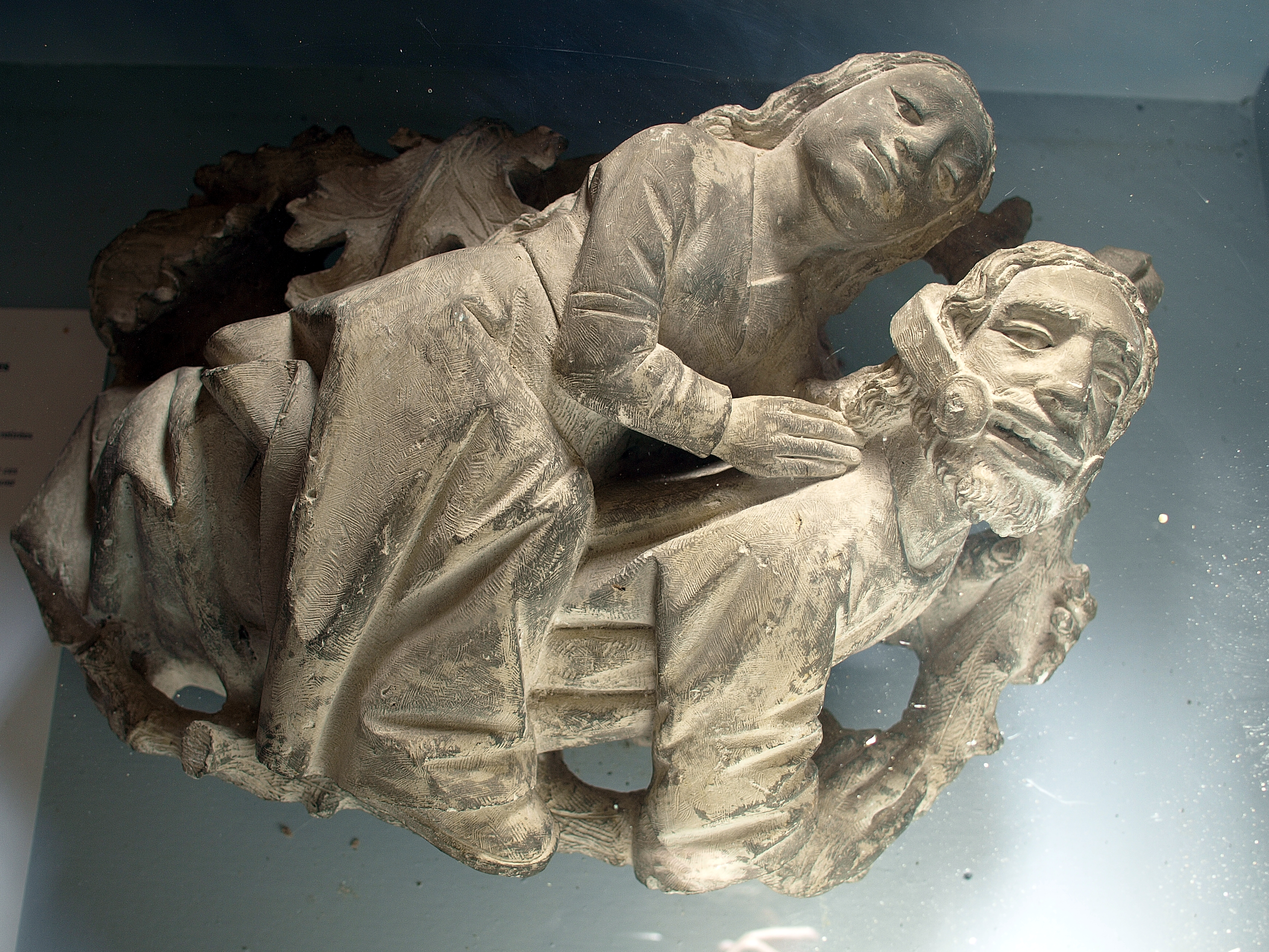
Кам'яна скульптура, абатство Кадуен, Франція, ХІІ століття
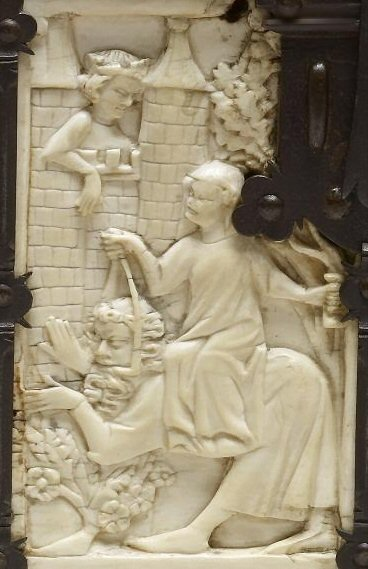
Панель шкатулки з романтичними сюжетами, Франція, слонова кістка, 1330–1350 рр.
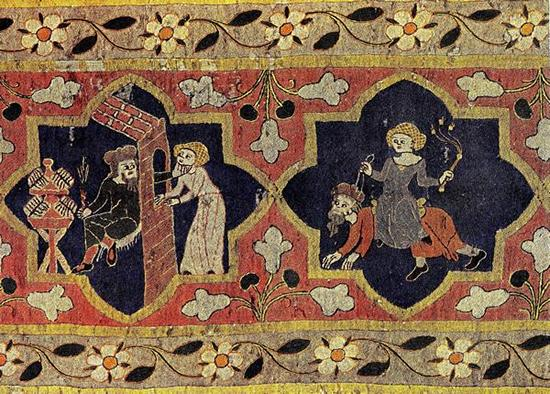
Килим, Фрайбург, Німеччина, XIV ст.
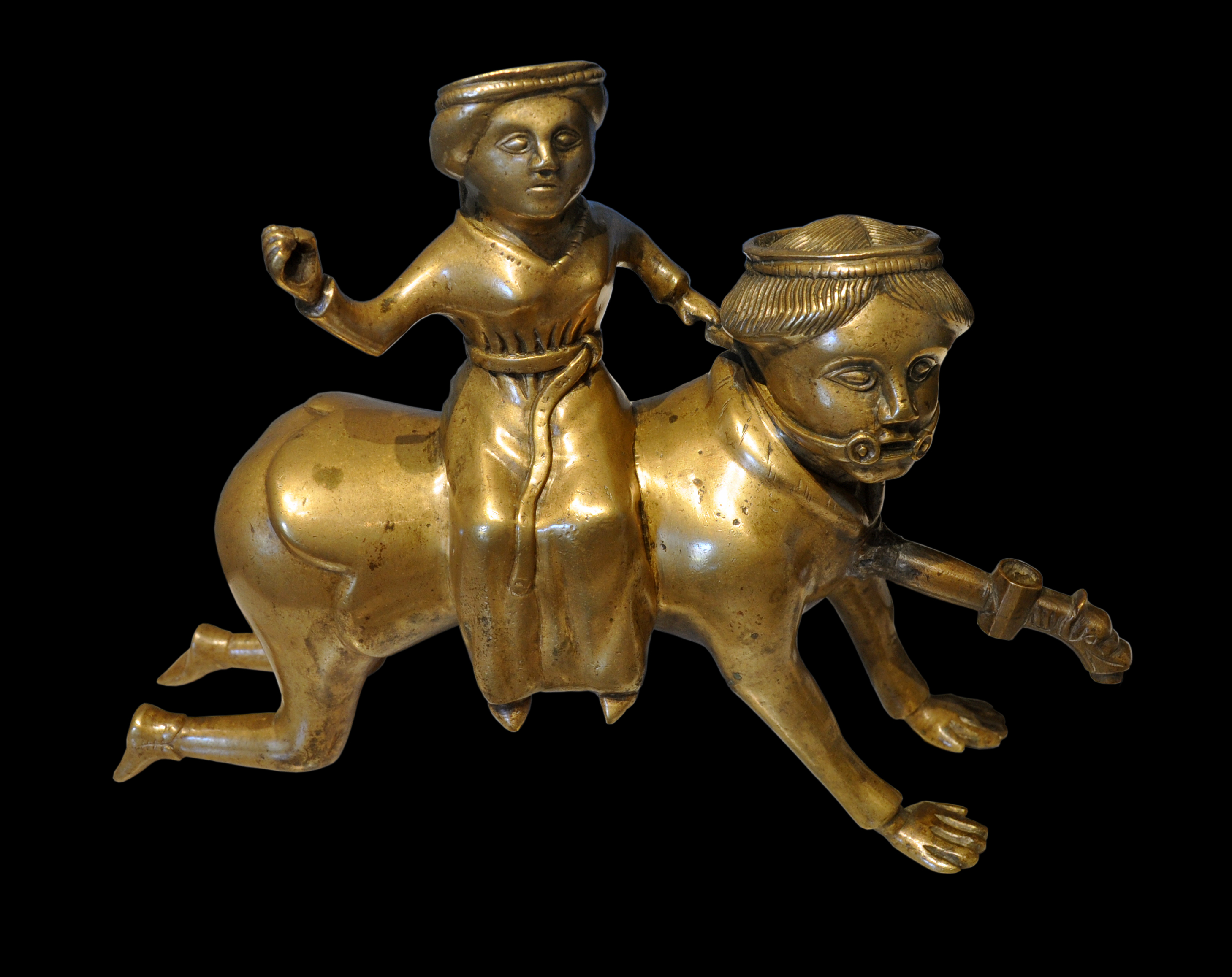
Акваманіл у формі Філліс та Арістотеля, прим. Маасланд, 1400–1450 рр., латунь
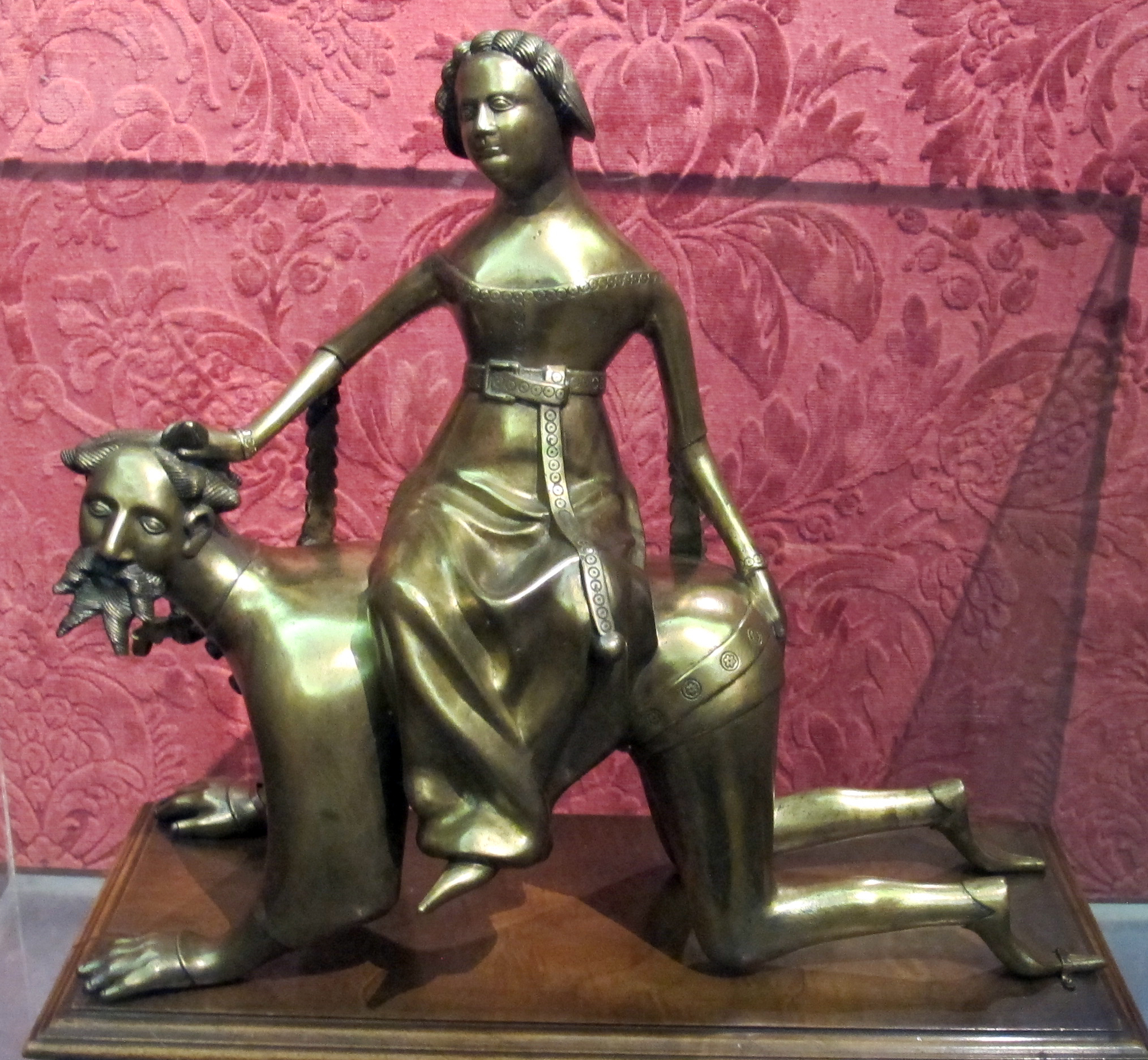
Філліс верхи Арістотелі дає йому ляпаса, Акваманіл, Маасланд, бл. 1400, латунь
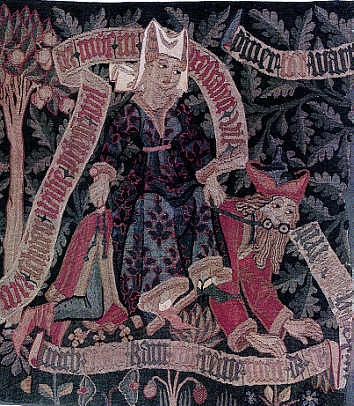
Фрагмент гобелена, Базель, 1470-ті роки
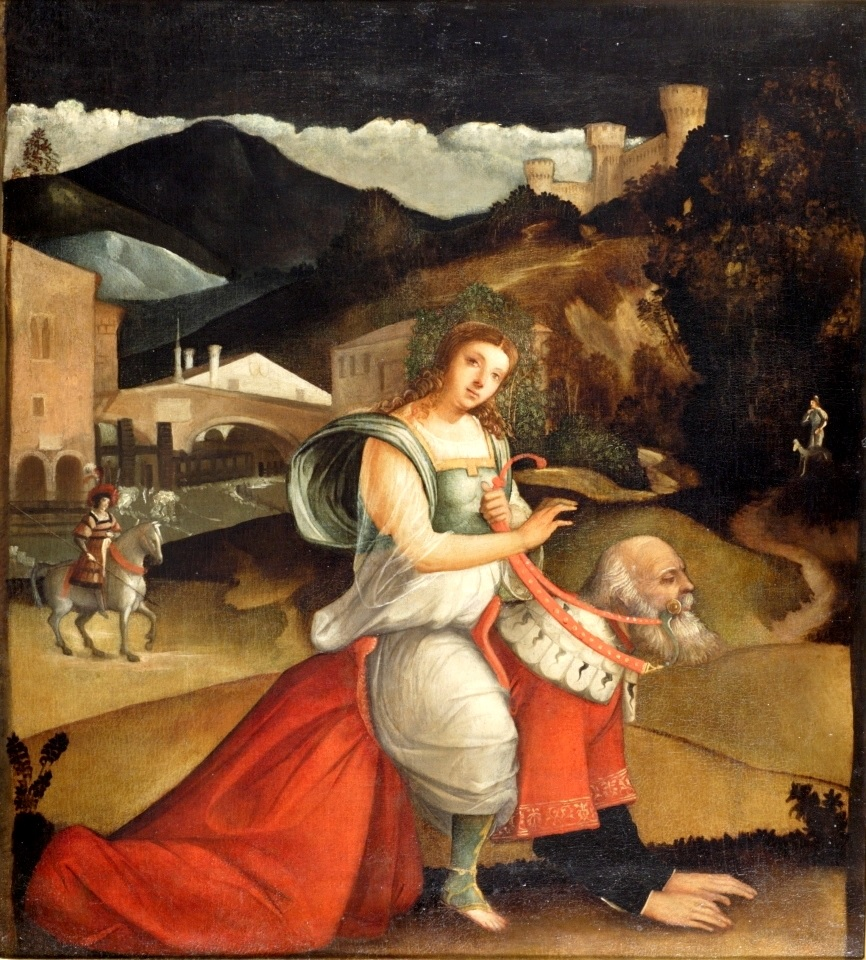
Темперний живопис Джованні Буонконсільо, початок 1500-х років

### Від раннього Нового часу до Просвітництва
Такі митці, як Ганс Бальдунг, Альбрехт Дюрер, Лукас Кранах Старший, Бартоломеус Шпрангер і Ян Саделер, продовжували використовувати цю тему, зрештою Філліс була повністю оголеною. Алессандро Туркі називав жінку Кампаспою, яка була коханкою Александра. Використовувані матеріали включають гравюру, вітражі, дерево та олійний живопис.

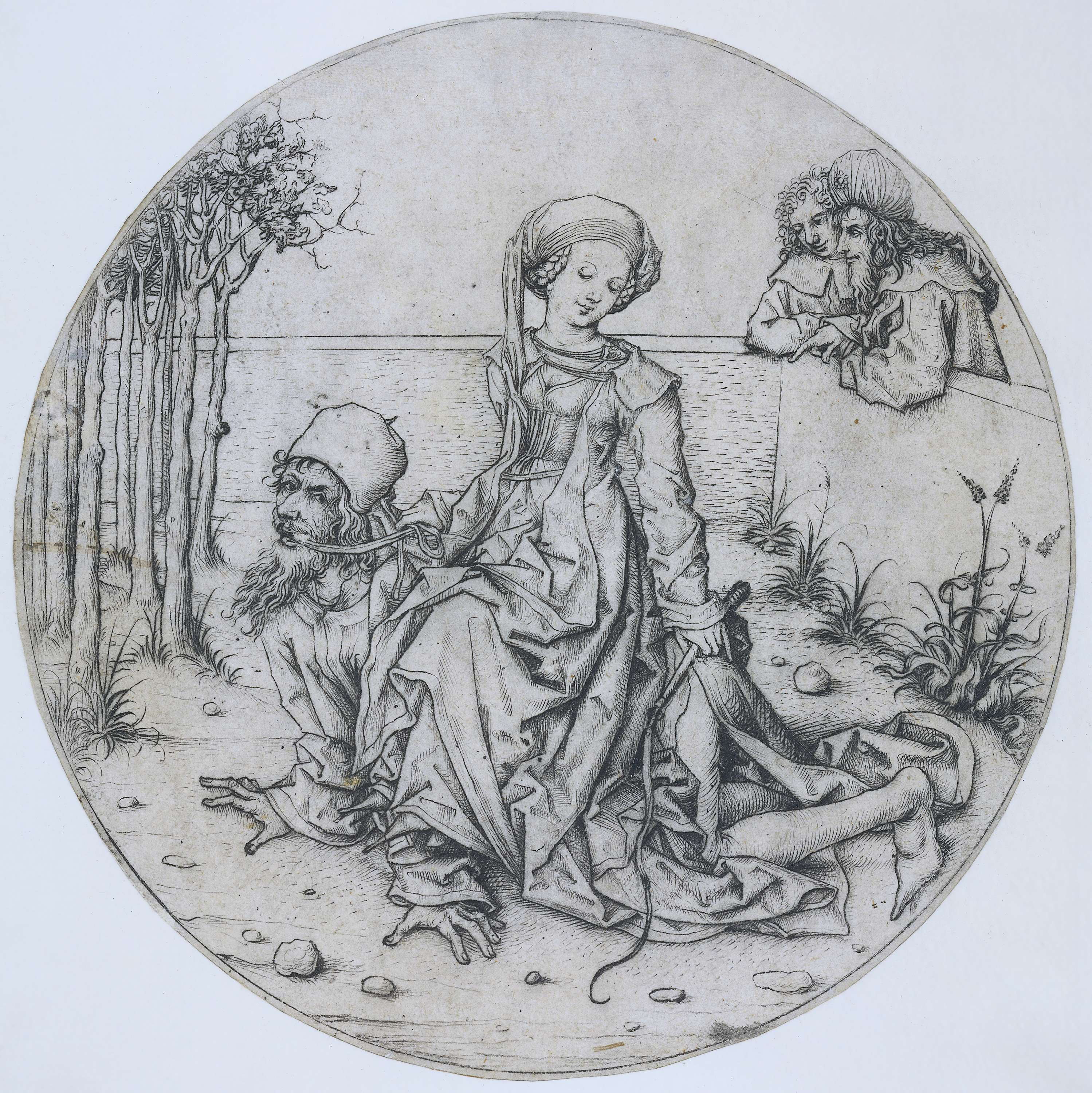
Гравюра сухою голкою  із зображенням Арістотеля, на якому верхи Філліда. Майстер домашньої книги, 1490
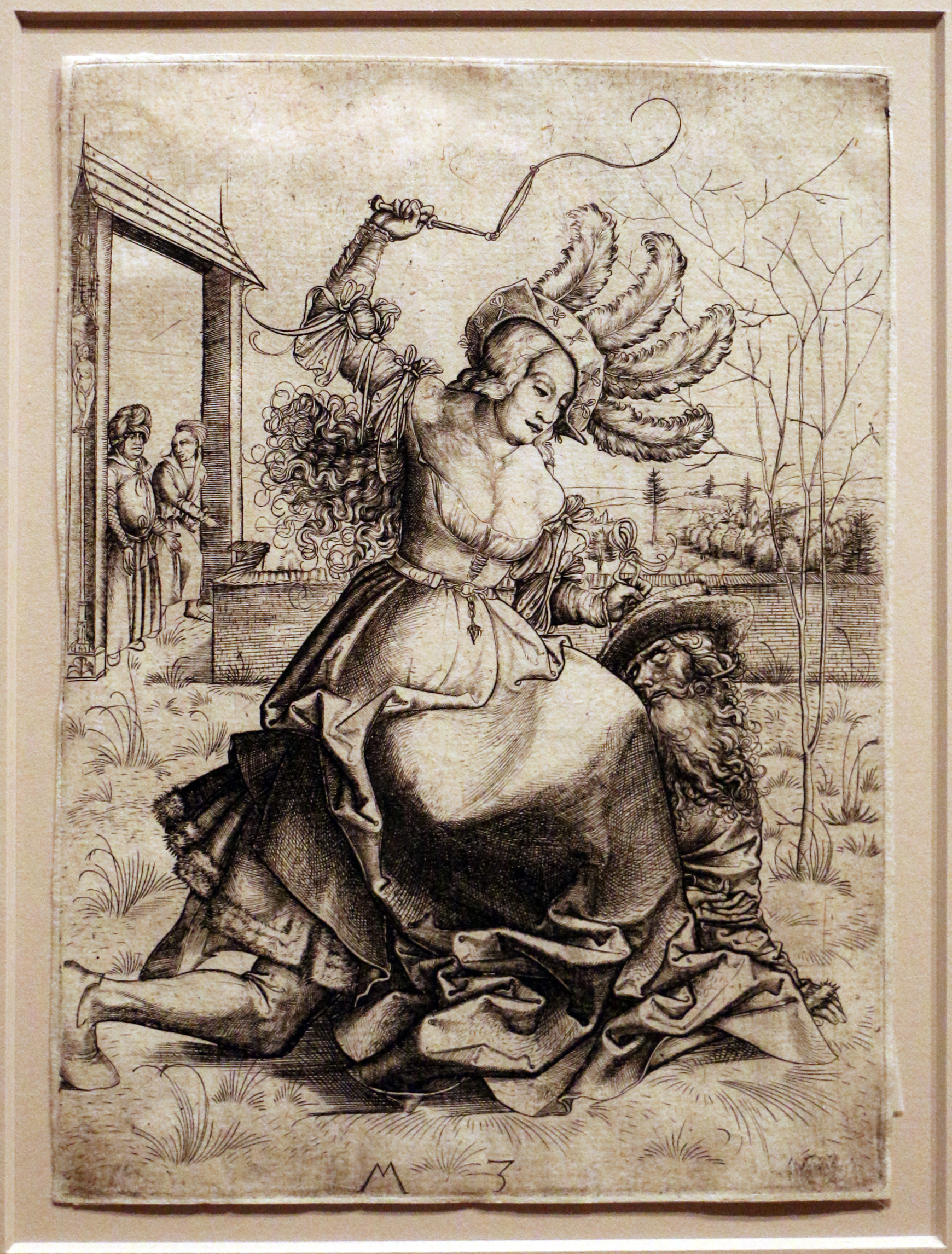
Гравюра, майстер М.З., в. 1500
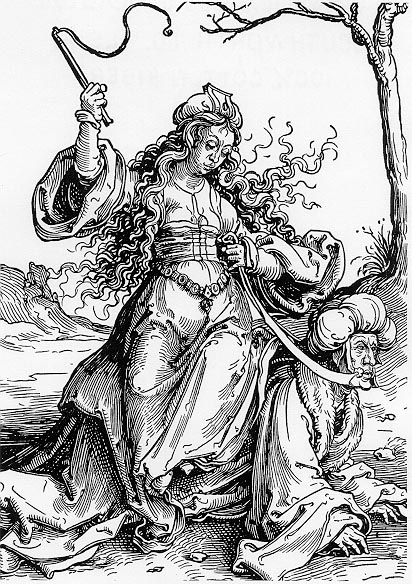
Гравюра, Лука Лейденський, c. 1520
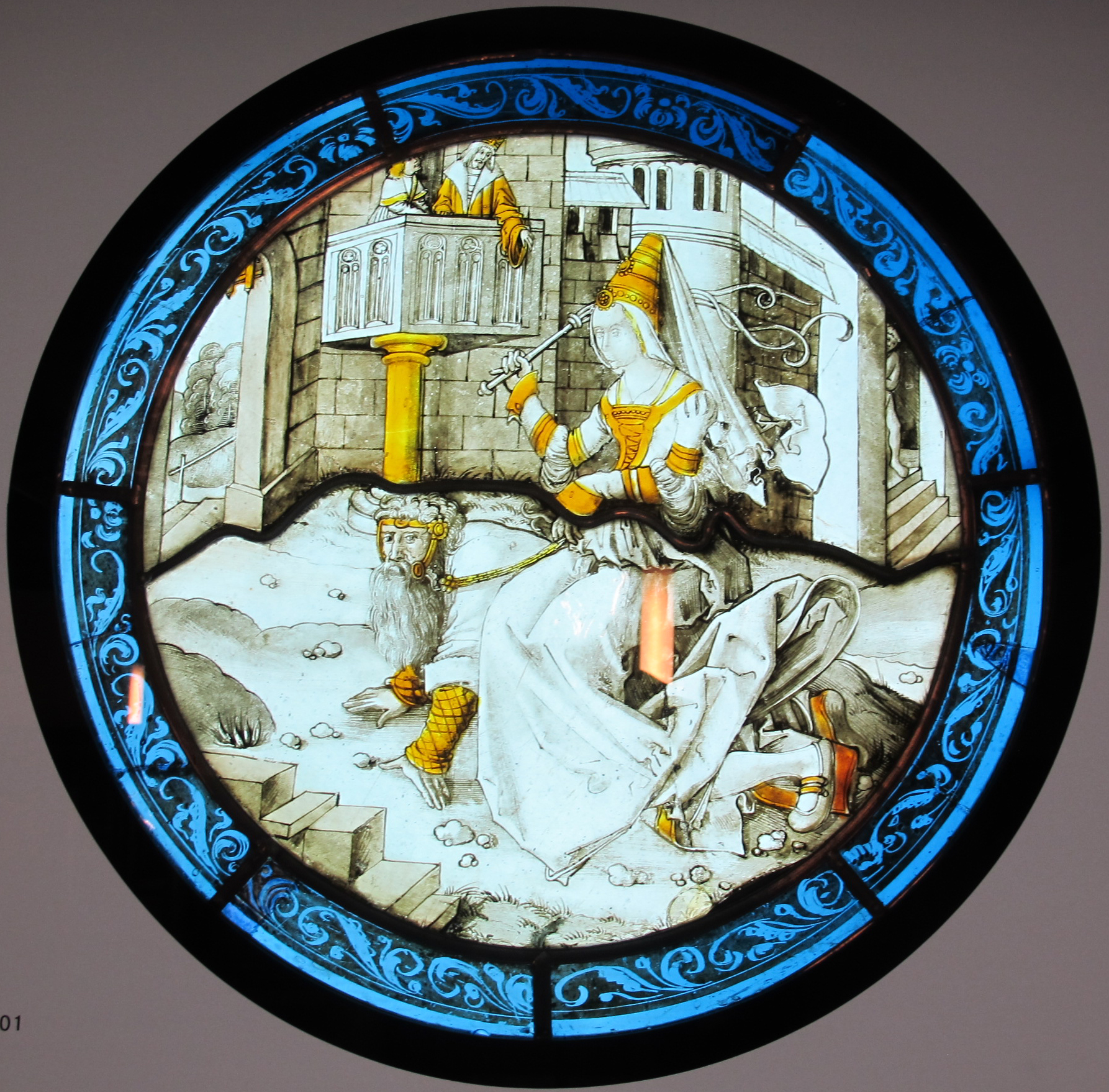
Вітраж, Німеччина, бл. 1520
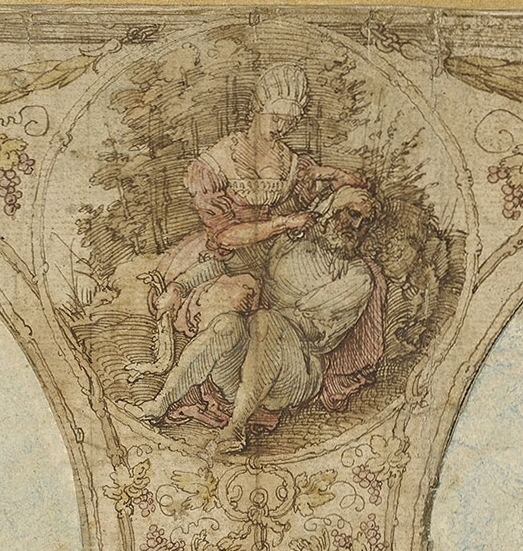
Фрагмент декору «Сила жінок», призначеного для ратуші Нюрнберга, Альбрехт Дюрер, 1521 р.
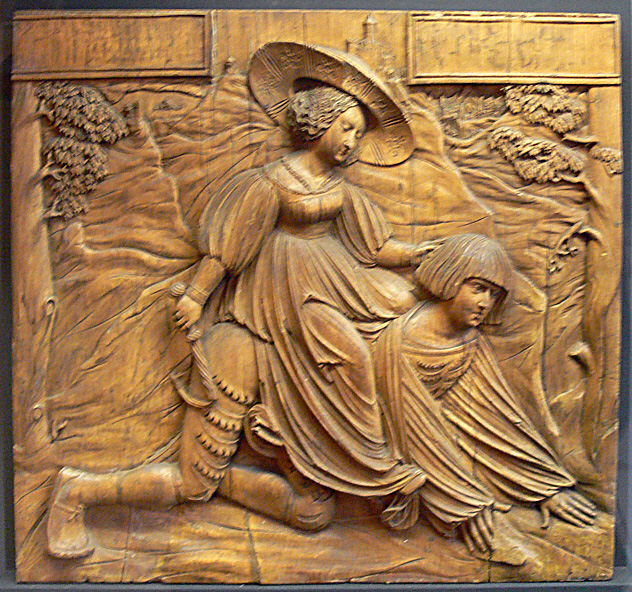
Арістотель і Філліс, майстер з Оттобойрена, дерево, 1523 рік
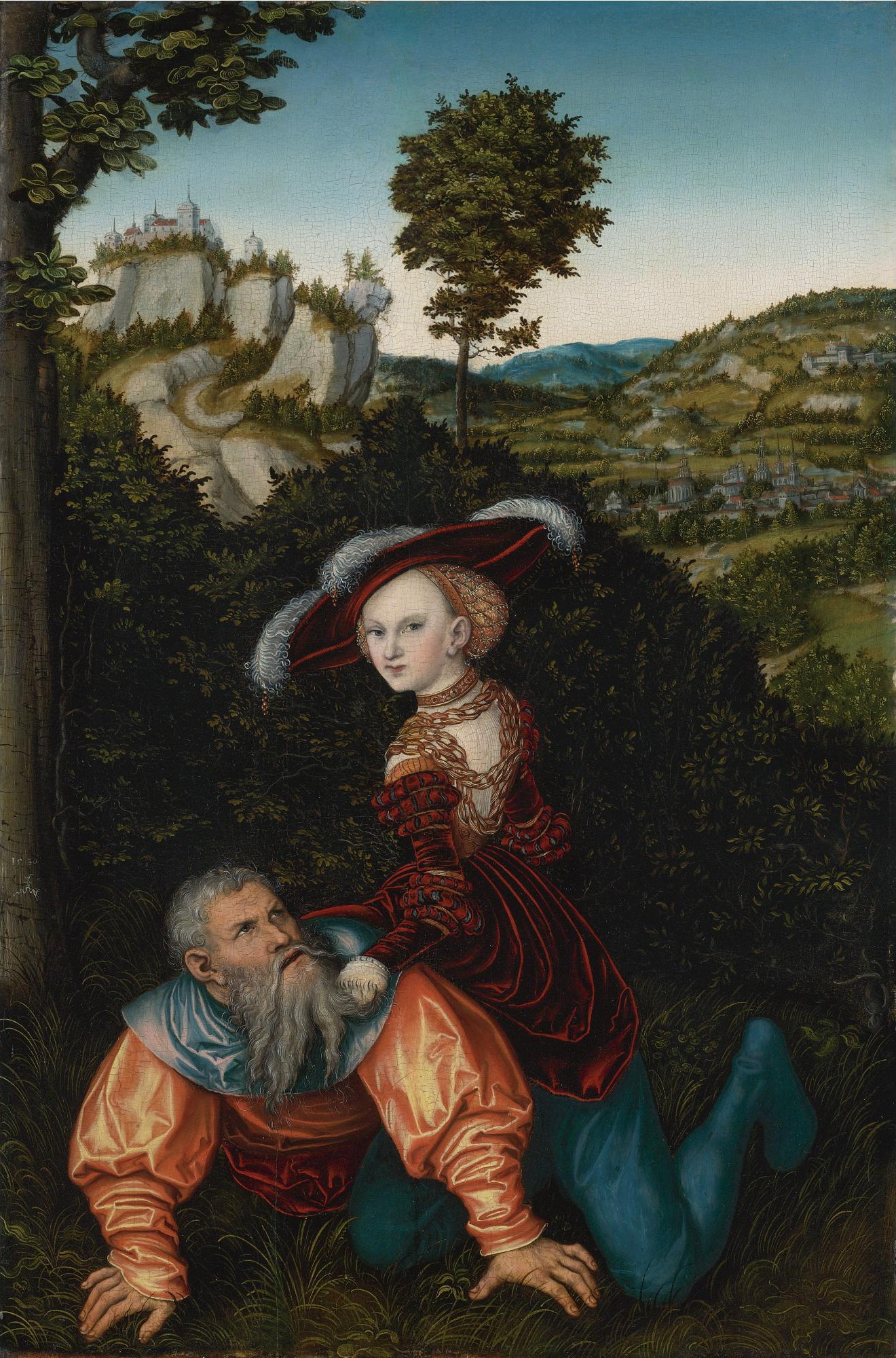
Філліс і Арістотель, Лукас Кранах Старший, панно, олія, 1530
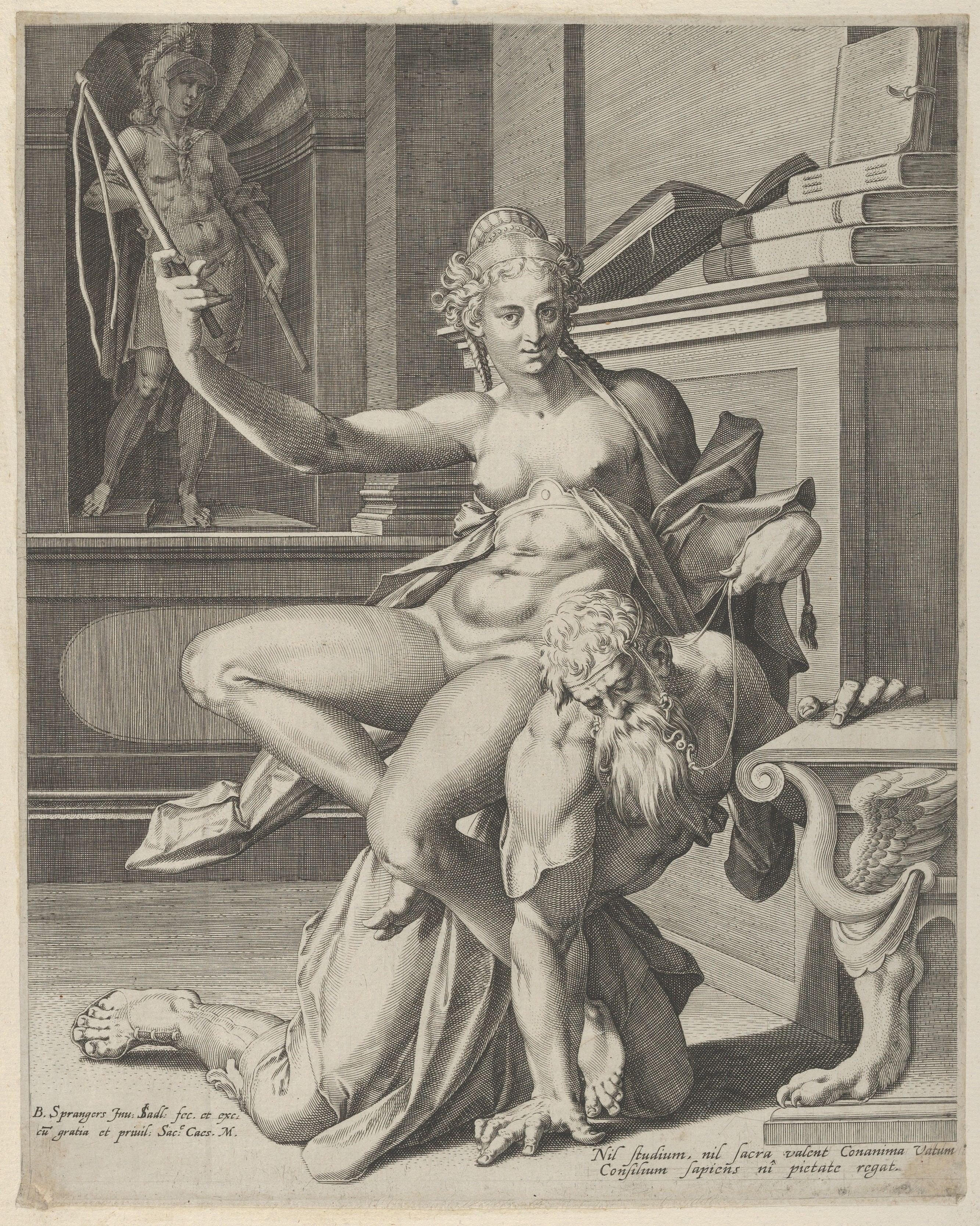
Філліс і Арістотель, Ян Саделер за Бартоломеусом Шпрангером, гравюра, XVI ст.
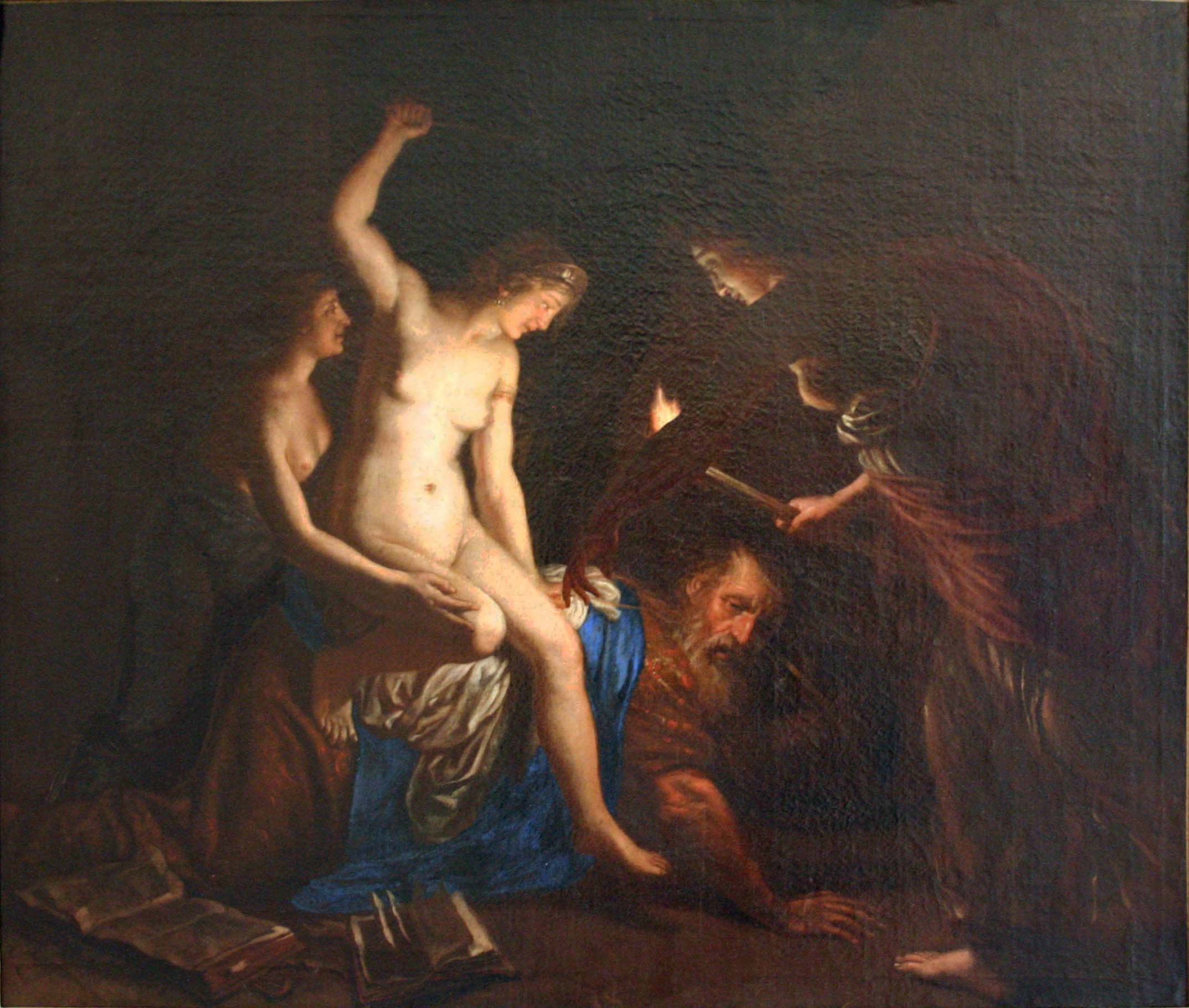
Арістотель і Кампаспа, Алессандро Туркі (атриб.) Полотно, олія, 1713 р.

### ХІХ-ХХ ст.
Художники, такі як Хуліо Руелас, продовжували адаптувати тему Філліс і Арістотеля. Оскар Кокошка створив версію в 1913 році.

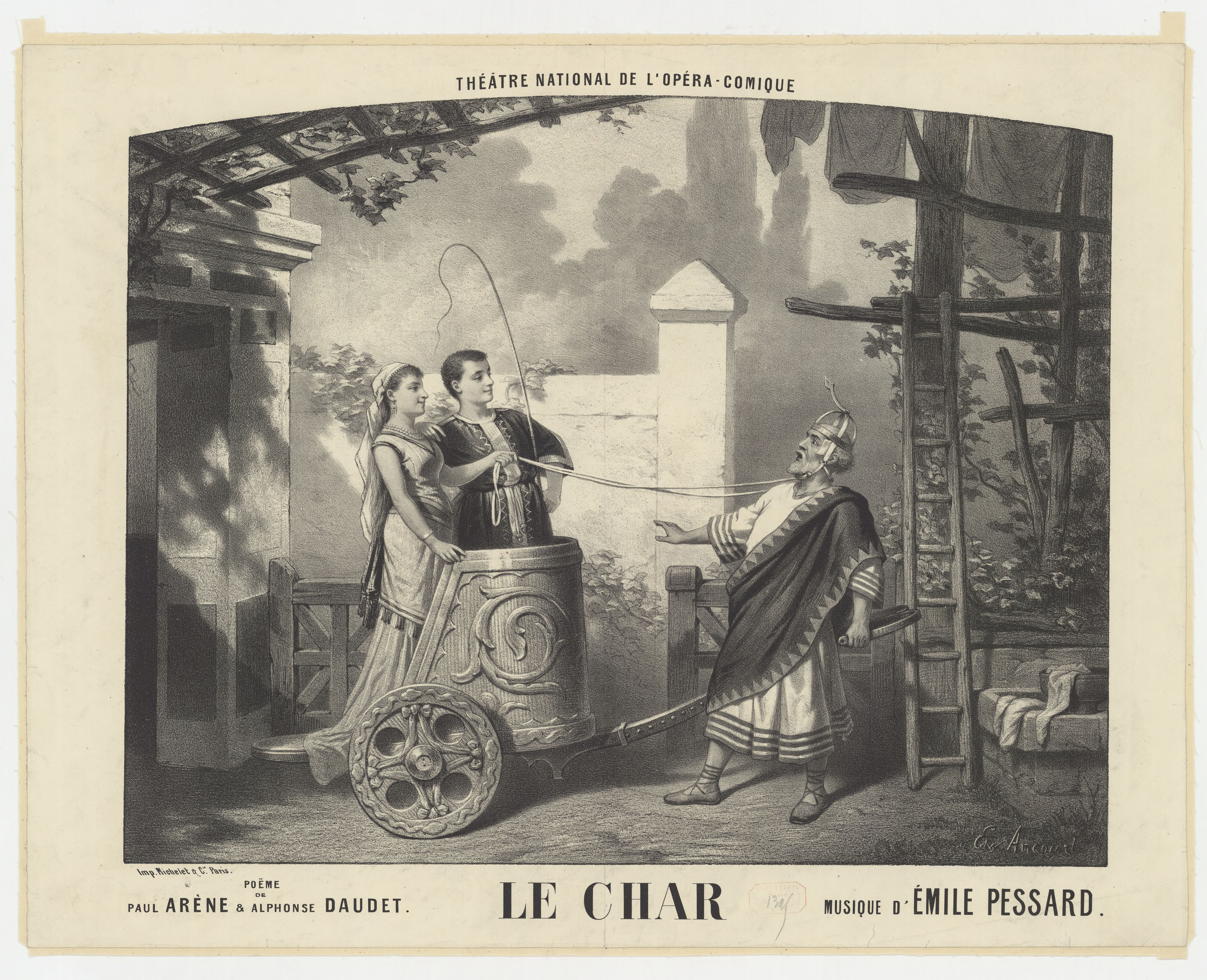
«Le Char» («Колісниця»), постер Едварда Анкура до опери Еміля Пессара, 1878 рік
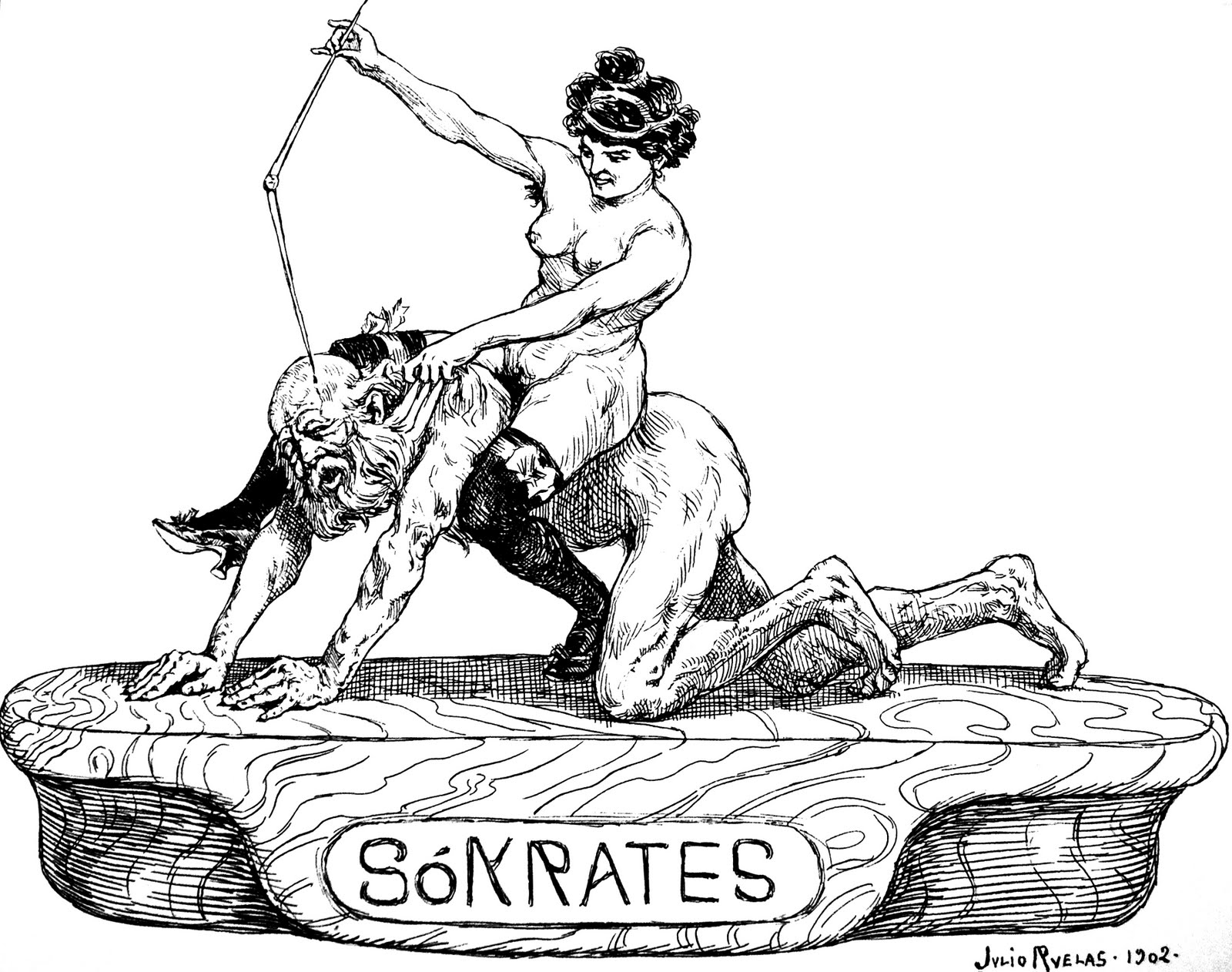
«Сократ», Хуліо Руелас (1870–1907), 1902. Жінка носить сучасні панчохи та взуття

## Уточнення
1. ↑  У 2007 році джерело роботи все ще оскаржувалося.[8]
2. ↑  Його ксилографію див. вище.